# Półsenne nuty
Półsenne nuty – piąta płyta (CD) Elżbiety Adamiak, wykonawczyni z kręgu poezji śpiewanej, wydana w 1992 przez Pomaton EMI.
Materiał ten wydany został również na kasetach magnetofonowych: najpierw samodzielnie przez Pomaton, a 1 stycznia 1996 już przez EMI Music Poland.
Płyta nagrana została jedynie z udziałem gitarzysty Piotra Wolińskiego, który zajął się również aranżacjami utworów.

## Lista utworów
1. "Dziecinny pokój" (sł. Wojciech Młynarski, muz. Jerzy Wasowski)
2. "Przebudzanka" (sł. A. Lubieniecka, muz. Wacław Juszczyszyn, Elżbieta Adamiak)
3. "Wyczaruję ci bajkę" (sł. Wacław Panek, muz. Lucjan Kaszycki) - 3.07
4. "Kubuś Łezka" (sł. Andrzej Poniedzielski, muz. Elżbieta Adamiak) - 2.31
5. "Na rowerze po śniegu" (sł. Jacek Cygan, muz. Elżbieta Adamiak) - 3.07
6. "Niespodzianka dla Weroniki" (sł. Andrzej Poniedzielski, muz. Elżbieta Adamiak)
7. "Wierszyk o wronach" (sł. Konstanty Ildefons Gałczyński, muz. Elżbieta Adamiak) - 4.13
8. "W czereśniach nad gankiem" (na podst. wierszy Józefa Czechowicza, muz. Elżbieta Adamiak) - 1.59
9. "Kołysanka dla Mateusza" (na podst. wierszy Józefa Czechowicza, muz. Elżbieta Adamiak) - 2.19
10. "Bez słów - chodzą ulicami ludzie" (sł. i muz. Wojciech Bellon) - 4.06
11. "Nuta z Ponidzia" (sł. i muz. Wojciech Bellon)
12. "Dźwięk" (sł. Wojciech Jarociński, muz. Wacław Juszczyszyn)
13. "Pieśń łagodnych" (sł. Wojciech Bellon, muz. Wojciech Jarociński) - 3.32
14. "Kołysanka niewieczorna" (sł. Waldemar Chyliński, muz. Elżbieta Adamiak)